# Fazer
Fazer ([ˈfatser]) er en af de største selskaber i den finske fødevareindustri.
Virksomheden blev oprindelig grundlagt af Karl Fazer i 1891, som et "Fransk-russisk konditori" i Helsinki. I dag har det mere end 10.000 ansatte i Finland, såvel som i Sverige, Norge, Danmark, Baltikum, Storbritannien og Rusland.
Fazers produktion er opdelt i fire store områder:
- Fazer Amica, en kæde af kantiner
- Fazer bakeries, produktion af forskellige brød
- Candyking, shop-inshop pick 'n' mix koncept
- Fazer Café, en kæde af caféer. Fazer hovedcaféen er på Kluuvikatu i Helsinki.

Specielt Fazers klassiske chokolade (Fazerin Sininen maitosuklaa) er berømt i hele Finland, og den blå farve på omslaget bruges af Fazer som et symbol for hele produktserien.
Fazer har købt en del andre firmaer, deriblandt finske Chymos og danske Perelly. Slikafdelingen blev fusioneret med dens danske konkurrent Cloëtta i 2000, og skiftede navn til Cloetta Fazer, denne fusion varede dog kun til 2008 da de to mærker igen blev opsplittet tilbage til to separate mærker. Senere blev Fazer Keksit (der laver kiks) solgt til Danone, og blev omdøbt til LU Suomi.

## Mærker
- Pihlaja (1895)
- Mignon (1896)
- Kiss-Kiss (1897)
- Fazer Liqueur Fills (1900)
- Finlandia (1902)
- Wiener nougat (1904)
- Tokyo (1908, tidligere kendt som Geisha)
- Vihreät kuulat (1908, tidligere kendt som Päärynäkuulat)
- Orange (1910, tidligere kendt som Appelsiini)
- Islanti (1910)
- Da-Capo (1916)
- Taloussuklaa (1917)
- Eucalyptus (1919)
- Fazer Blue (1922)
- Lakta (1926)
- Laku-Pekka (1927)
- Avec (1929, tidligere kendt som Ranskalaiset pastillit)
- Fazerin Parhain -makeissekoitus (1935)
- Tosca (1936)
- Dumle (1945 i Sverige, 1985 i Finland)
- Pax (1947–1991, genoptaget produktion i 2007)
- Marianne (1949, by Chymos)
- Rex (1950)
- Fazerina (1953)
- Amerikan pastillit (1953)
- Jim (1958)
- Fami (1960–1986, genoptaget produktion i 2007)
- Pantteri (1961, by Chymos)
- Kina (1961)
- Geisha (1962)
- Suffeli (1966)
- Omar (1966, by Chymos)
- Fazermint (1969)
- Merkkari (1973)
- Kismet (1974)
- Tyrkisk Peber (1977)
- Pätkis (1978)